# 漫画村
漫画村（日语：／）是日本一家盗版漫画阅览网站。

## 历史
2016年，漫画村開設，自称是「完全免费的免注册」漫画站，用户可通过互联网浏览器免费阅读違法上传的電子書，包括盗版漫画、杂誌、小说、写真集等。
2017年，在网民的口口相传下，该站用户数急增，影響規模扩大，成为受到关注的社会問題。根据网站分析工具「SimilarWeb」2018年1月的調查，该站月用户量約9892万人，在日本国内网站排第31位，超越livedoor等大网站。
2018年2月9日，眾議院議員丸山穗高在众议院预算委員会以漫画村为例，就著作权相关的違法性问题发問。2月13日，日本漫画家協会发表对漫画村等盗版网站的看法。2月16日，漫画家交流团体Manga Japan发表声明，直接指出漫画村的名字，希望用户不要访问。
2018年3月，漫画村運营方作出回应，称「漫画家们给我们免费打了广告」，并推出付费使用计划。
日本政府讨论了对漫画村等盗版网站的访问屏蔽措施，并于2018年4月13日发布「针对互联网上盗版网站的紧急对策（案）」（インターネット上の海賊版サイトに対する緊急対策（案））。据推算，漫画村使出版社蒙受了約3000億日元的损失，作为緊急措施，日本政府请求互联网服务提供商封锁漫画村等三家性质恶劣的网站。
在上述封锁请求对外公开前的2018年4月12日，漫画村访问出现不稳定现象，在经历了一段时间的服务器错误后，最终于4月17日下午3時32分起失去连接（DNS无法解析）。由于保存盗版漫画图片数据的其他服务器亦陷入无法连接状态，而后者通常只有運营方才能操作，外界据此推測運营方已自行关站。
2018年4月12號，漫畫村營運者在推特上宣告，漫畫村復活並更名為漫畫鎮；實際該網站未真正復活成功，目前仍是閉鎖狀態。
2019年7月8日，前漫畫村營運者星野路實在菲律賓遭到逮捕，之後預計遣返回日本。
2021年6月2日，福岡地方裁判所判處星野路實有期徒刑3年、併科罰金一千萬日圓、追繳犯罪所得六千二百萬日圓。

## 运营
漫画村声称其運营地所在国与日本没有外交关系，著作权不受保護，故内容的访问者与上传者均无違法性质。
为应对大量访问请求，该站使用了著名CDN服务Cloudflare，外界批评Cloudflare实际上是在帮助盗版网站的運营。
收入源方面，该站設有广告和加密货币“挖矿”脚本，专家认为访问该站的用户可能会面临安全风险。

## 封锁争议
就日本政府讨论针对恶性网站提出封锁请求一事，日本互联网提供商协会发表反对声明，认为这等同于「侵犯通信秘密」，即使政府提出請求，原則上也不会配合。
情報法制研究所发表緊急意见，指政府如請求封锁特定网站，可能构成憲法禁止的审查行为。
互联网内容安全协会在声明中担忧，比起对儿童色情的封锁，针对侵权网站的封锁考虑在程序上不够慎重，操之过急；主张相关封锁应先进行充分讨论，寻求立法支持。
另一方面，內閣官房長官菅義偉说明，封锁侵权网站「说到底也只是法律制度完善前的临时性、紧急性措施」。
因漫画村遭受损失的講談社和集英社对政府应对措施表示欢迎，表示「ISP的協力不可或缺」、「这是盗版应对方面的一大進展」。